# Daniel Widlöcher
Daniel Widlöcher, né le 8 juin 1929 à Paris et mort le 14 décembre 2021 au Kremlin-Bicêtre, est un psychiatre, professeur des universités-praticien hospitalier, et psychanalyste français. Il est président de l'Association psychanalytique internationale en 2001.

## Biographie
Daniel Widlöcher est issu, du côté paternel, d'une famille alsacienne, qui a opté pour la France. Son grand-père maternel quant à lui est médecin généraliste à Paris. C'est sous son influence qu'il décide de faire des études de médecine, dans la perspective de devenir psychiatre. Il réalise son externat à Paris, et se forme en psychiatrie de l'enfance dans le service de  pédopsychiatrie de l’hôpital Ambroise Paré dirigé par Jenny Aubry. Il fait son service militaire à Alger, dans le service de psychiatrie adulte de l’hôpital militaire Maillot. À son retour en métropole, il fait son internat en neurologie et psychiatrie à l'hôpital de la Salpêtrière. Il obtient des équivalences en psychologie et donne des charges de cours. Il obtient son diplôme de médecin et un doctorat en psychologie. Sa thèse est la première en France à étudier les propriétés thérapeutiques du LSD[réf. nécessaire].

### Professeur de médecine
Daniel Widlöcher est nommé assistant des hôpitaux à la Salpêtrière, où il est chargé de mettre en place un département de psychothérapie. Il mène une carrière hospitalo-universitaire. Il est nommé attaché de consultation-assistant à partir de 1959, puis PU-PH titulaire de la Pitié-Salpêtrière.
À partir de 1980, il est nommé chef du Département de psychiatrie de la Pitié-Salpêtrière et réorganise la psychiatrie universitaire avec le Pr. André Guérard des Lauriers. Directeur de l’unité INSERM 302 « Psycho pathologie et pharmacologie des comportements », il dirige le département de psychiatrie jusqu'en 1996.
Il occupe différentes fonctions au CNRS, où il est membre de la section de psychologie de 1969 à 1978, puis de 1983 à 1991 et président de la section « Psychologie et psychophysiologie », de 1983 à 1988. Il est conseiller auprès du ministre de la Santé Edmond Hervé, en 1983-1984.

### Psychanalyste
Daniel Widlöcher devient psychanalyste, tout en poursuivant sa carrière universitaire, notamment à cause de son intérêt pour le développement de l'enfant[source secondaire nécessaire]. Il fait une analyse avec Jacques Lacan de 1953 à 1960[source secondaire nécessaire]. Il prend ses distances ultérieurement à l'égard de Lacan, car il n'est pas en accord avec l'évolution de celui-ci en ce qui concerne la technique analytique et la formation des analystes. Il se montre d'ailleurs très critique à son égard, notamment dans un entretien donné en 2011, dans lequel il indique qu'à son avis, « Lacan s’intronisait, et n’acceptait les autres qu’autant que leurs idées rejoignaient les siennes ». Pour lui, Lacan avait « un souci de maîtrise des gens plus que d’ouverture » et tenait beaucoup à la « dépendance » de ses analysés, ce qui pour lui, s'apparente à une exploitation[source secondaire nécessaire]. Il estime que son « but ultime était d’être le nouveau Freud » et qu'il « se rêvait en chef d’école française. »[source secondaire nécessaire].
Il se reconnaît moins dans une filiation avec Lacan qu’avec Daniel Lagache à qui il a demandé de superviser les activités psychanalytiques mises en place à la Salpêtrière[source secondaire nécessaire]. Il établit également une relation avec Donald Winnicott à l'occasion de la création de l'Association psychanalytique de France, à partir de 1963, grâce à l'intermédiaire de Wladimir Granoff[source secondaire nécessaire]. Il est membre fondateur en 1964 de l'Association psychanalytique de France[source secondaire nécessaire] et au sein de laquelle il exerce diverses fonctions. Il est membre du comité de lecture de la revue Cliniques méditerranéennes. Il préside l'Association psychanalytique internationale de 2001 à 2005. Il préside aussi l'Association française de thérapie comportementale et cognitive de 1979 à 1980[source secondaire nécessaire]. Il préside le comité de l'enseignement de l'Association psychanalyse et psychothérapies — Recherches expérimentales et cliniques sur l'application de la psychanalyse aux psychothérapies[source secondaire nécessaire].
Il meurt le 14 décembre 2021 au Kremlin-Bicêtre.

## Distinctions
Daniel Widlöcher est lauréat du Sigourney Award en 1998.

## Publications

### Ouvrages
- L'interprétation des dessins d'enfants, Charles Dessart, Bruxelles, 1965,  (ISBN 2-87009-005-6).
- Freud et le problème du changement, Paris, PUF, 1970. Rééd., Paris, PUF, 2011.
- Les logiques de la dépression, Paris, Fayard, 1983. Deuxième édition, Paris, Fayard, 1985. Troisième édition, Paris, Fayard, 1995.
- Métapsychologie du sens, Paris, PUF, 1986, collection "Psychiatrie ouverte". Rééd., Paris, PUF, 2001.
- Les psychotropes,une manière de penser le psychisme?, Les Empêcheurs de penser en rond, 1990,  (ISBN 2-908602-02-4).
- Traité de psychopathologie, Paris, PUF, 1994, collection "Grands traités". Rééd., Paris, PUF, 2005.
- Les nouvelles cartes de la psychanalyse, Paris, Odile Jacob, 1996,  (ISBN 2-7381-0332-4).
- Sexualité infantile et attachement, Paris, Payot, 2001, collection "pbp". Rééd., Paris, PUF, 2018, collection "Bibliothèque de psychanalyse".
- Le psychodrame chez l'enfant, Paris, PUF, 2003, collection "Quadrige".
- (dir.) Psychanalyse et psychothérapie, Ramonville, Érès, 2008, collection "Le Carnet Psy",  (ISBN 978-2-7492-0854-1).
- Comment on devient psychanalyste … et comment on le reste, Paris, Odile Jacob, 2010.

- Avec Marie-Christine Hardy, La dépression, Paris, Hermann, 1989,  (ISBN 2-7056-6099-2).
- Avec Pierre Fédida, Actualité des modèles freudiens : langage, image, pensée, Paris, PUF, 1995.
- Avec Nicole Delattre, La Psychanalyse en dialogue, Paris, Odile Jacob, 2003.
- Avec Frédéric Advenier, Alain Braconnier, Dominique Cohou, Nicole Delattre, Bertrand Hanin, Luis Maria Moix, Michel Musiol, Les psychanalystes savent-ils débattre ? Paris, Odile Jacob, 2008.
- Avec Antoine Périer et Nicolas Georgieff, Conversations psychanalytiques, Paris, Odile Jacob, 2017.

### Articles
- Intériorisation et processus thérapeutique, "La psyché", Paris, Gallimard, 1975, Nouvelle Revue de psychanalyse, no 12.
- Un peintre et son psychanalyste : Giovanni Segantini et Karl Abraham, dans Psychanalyse à l'université, no 9, Publication Association psychanalytique de France, Éditions Réplique, 1977.
- L'hystérie dépossédée, in "L'idée de guérison", Paris, Gallimard, 1978, Nouvelle Revue de psychanalyse, no 17.
- L'interprétation entre guillemets, in "Dire", Paris, Gallimard, 1981, Nouvelle Revue de psychanalyse, no 23, 1981.
- Intentionnalité et psychopathologie, in Revue internationale de psychopathologie, no 10 1993.
- Entre la pensée et l'acte. De Freud à Wallon, in Enfance, t.47, no 1, 1993.
- Emotional and psychopathological disturbances, HIV-infection, ouvrage collectif, Progr.Neuro-Psychopharmacol.& Biol.Psychiat. vol.17,1993.
- L'analyse cognitive du silence en psychanalyse. Quand les mots viennent à manquer, in Revue internationale de psychopathologie, no 12, 1993.
- À propos de la croyance délirante, Revue internationale de psychopathologie, n°14, 1994.
- "Deuil fini et deuil sans fin. À propos des effets de l'interprétation", in Le Deuil, Paris, PUF, 1994, Monographies de la Revue française de psychanalyse.
- Psychanalyse et science, en collaboration avec N. Dantchefet, E. Rappard, Encyclopédie médico-chirurgicale, 37-811-A30,1994.
- A case is not a fact, in Int. J. Psycho-Anal., 1994, déc ; 75 (Pt 5-6), p. 1233-1244.
- Psychanalyse de l'instant, L'Inactuel, no 2, Emplois du temps, Paris, Calmann-Lévy, 1994.